# Château de Châteauneuf-sur-Loire
Pour les articles homonymes, voir Château de Châteauneuf.
Le château de Châteauneuf-sur-Loire, est un château français, édifié aux XVIIe et XVIIIe siècles et situé à Châteauneuf-sur-Loire, dans le département du Loiret en région Centre-Val de Loire.
Le musée de la marine de Loire est situé dans les anciennes écuries du château.

## Géographie
À l'origine, le château est bâti dans l'ancienne province de l'Orléanais du royaume de France. Il se situe aujourd'hui sur le territoire de la commune de Châteauneuf-sur-Loire, dans le canton de Châteauneuf-sur-Loire, le département du Loiret et la région Centre-Val de Loire.
L'édifice est situé dans la région naturelle du Val de Loire, à l'angle des places des Douves et Aristide-Briand, dans le centre-ville de la commune, à proximité de la rive nord de la Loire.

## Histoire

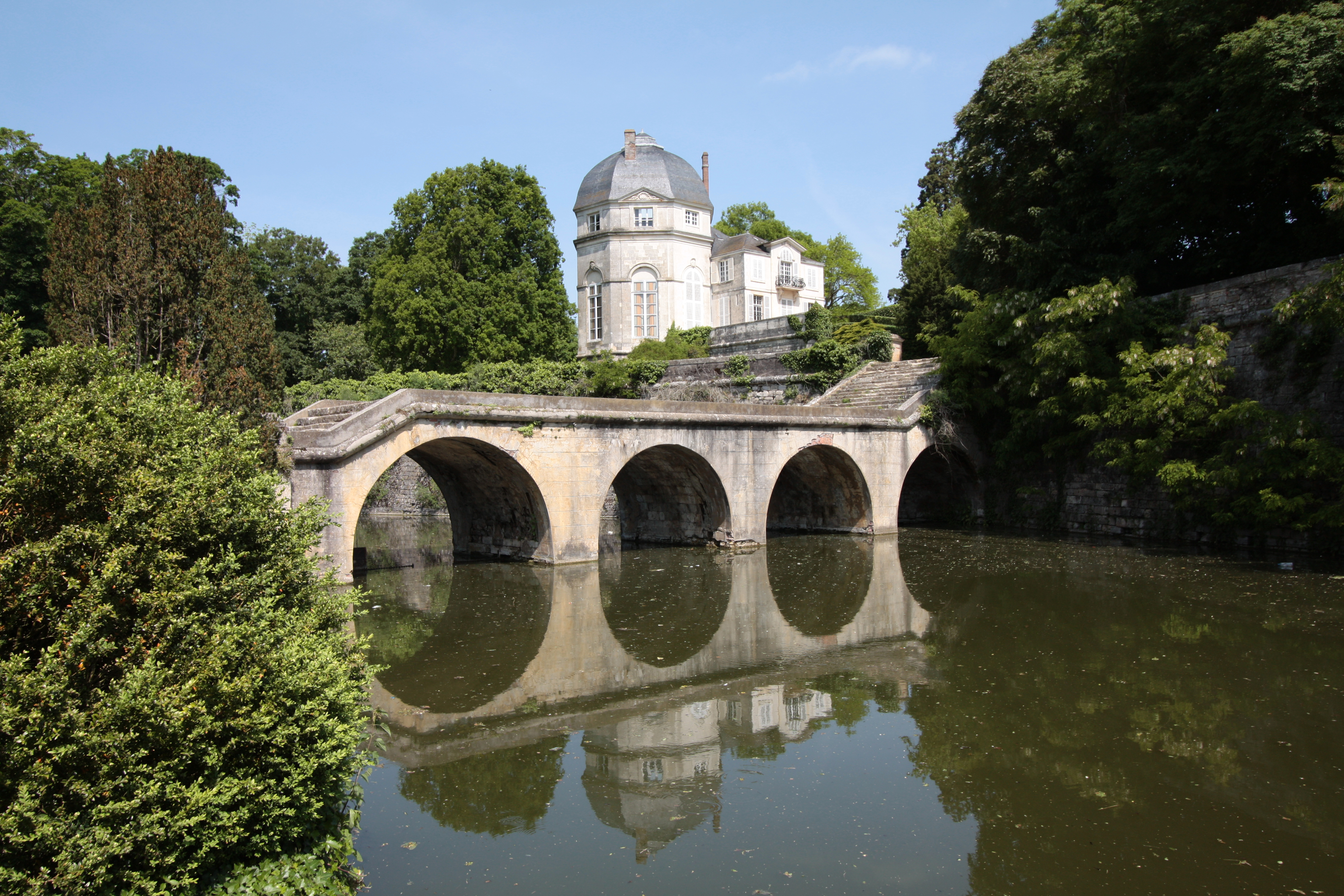
Le parc du château

La construction du château débute au XVIIe siècle. Certaines parties et structures de la résidence seigneuriale sont réalisées au moyen d'une pierre de nature calcaire et de couleur jaunâtre,,. Ce matériau de construction est issu des carrières de la ville d'Apremont-sur-Allier,,. Les blocs de pierre étaient alors acheminés par voie navigable via le cours de l'Allier, puis celui de la Loire grâce à des embarcations à fond plat,,.
Pendant la Révolution française, le château est pillé.
Il est racheté entre 1792 et 1794 par l'architecte orléanais Benoît Lebrun qui fait détruire une grande partie du bâtiment. Il ne conserve que la rotonde, une galerie, l'orangerie, des communs et les pavillons d'entrée. Il y meurt le 29 septembre 1819,.
La commune de Châteauneuf-sur-Loire achète le château en 1926 et y aménage des écoles et la mairie.

## Parc

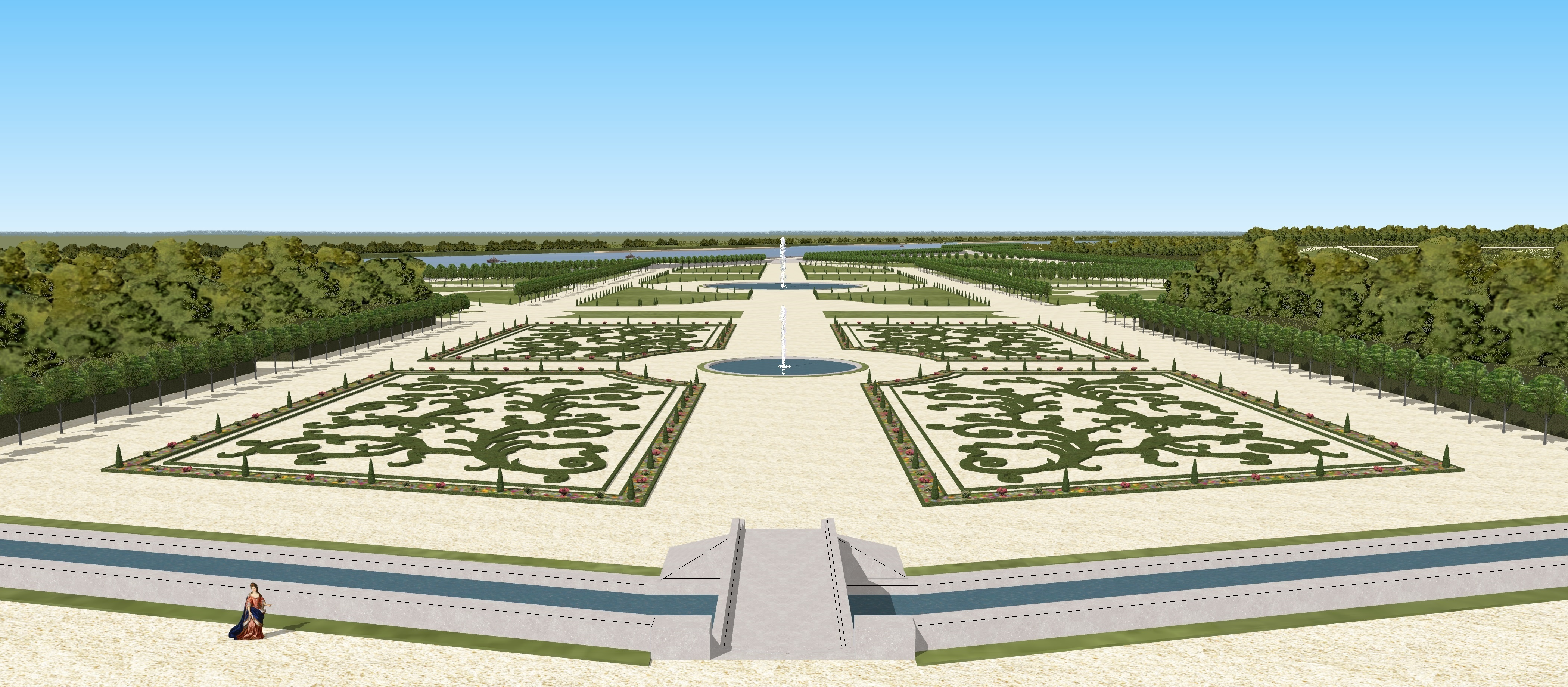
Restitution de la vue sur la grande perspective du château de Châteauneuf sur Loire vers 1680-1690 (aujourd'hui détruit)

L'organisation du parc, datant du XVIIe siècle, suit d'abord l'influence d'André Le Nôtre, jardinier du roi de France au XVIIe siècle. En 1821, l'espace est remanié en parc à l'anglaise sous l'impulsion de René Charles Huillard d'Hérou,.
Le parc s'étend sur une vingtaine d'hectares et inclut une rivière qui relie les douves du château aux bords de la Loire.
En 1934, le conseil général du Loiret devient propriétaire du parc et gère son aménagement.
Parmi la flore remarquable, on peut citer l'allée de rhododendrons et d'azalées arborescents, de magnolias géants et de tulipiers.
Le parc accueille une trentaine d'arbres remarquables parmi lesquels un Sophora du Japon et un Tulipier de Virginie inscrits depuis juin 2009 au répertoire des arbres remarquables de France.
La reconstitution du temple de l'Amour édifié à l'origine dans le parc au XVIIIe siècle a été réalisée par des élèves du lycée Henri Gaudier-Brzeska de Saint-Jean-de-Braye et inauguré le 14 février 2009.
En 2010-2011, le conseil général du Loiret fait aménager 7 hectares du parc afin d'assainir les milieux humides du parc et relier la promenade à la Loire.

## Personnalités liées au château
- Famille Phélypeaux
- Louis-Jean-Marie de Bourbon (1725-1793)
- Benoît Lebrun (1754-1819)